# Aeropuerto Internacional de La Chinita
El Aeropuerto Internacional La Chinita (IATA: MAR, OACI: SVMC), es un aeropuerto ubicado en la ciudad de Maracaibo, Estado Zulia, en el occidente de Venezuela. Fue construido por el Ministerio de Obras Públicas e inaugurado por el entonces presidente Rafael Caldera, el 16 de noviembre de 1969 en el sector donde estaba ubicada la hacienda Caujarito. Es por ello, que inicialmente se le dio el nombre de Aeropuerto de Caujarito, pero por requerimientos de la población zuliana posteriormente fue cambiado por la denominación del Aeropuerto Internacional “La Chinita”, en honor a la santa patrona de Zulia, la Virgen de Chiquinquirá.

## Historia
Este terminal aéreo fue producto de una construcción acelerada debido al accidente del vuelo 742 de la aerolínea Viasa el 16 de marzo de 1969, teniendo como resultado la muerte de 155 personas y el cierre Aeropuerto Grano de Oro, donde se erige la actual Facultad Experimental de Ciencias de La Universidad del Zulia. Su inauguración se dio tan solo ocho meses después del accidente.
En la actualidad el Aeropuerto Internacional La Chinita es el segundo aeropuerto más importante y transitado del país, por detrás del Aeropuerto Internacional de Maiquetía Simón Bolívar ubicado en Maiquetía, Estado La Guaira que sirve al área metropolitana de Caracas y delante del Aeropuerto Internacional del Caribe Santiago Mariño que sirve a la ciudad de Porlamar y a todo el Estado Nueva Esparta contando el Aeropuerto Internacional La Chinita con numerosos vuelos nacionales e internacionales. En 2011 movilizaba un promedio de seis mil quinientos pasajeros diarios, por lo que se estiman más de dos millones de pasajeros al finalizar el año.

## Ficha técnica
Aeropuerto Internacional La Chinita
- Ubicación: Maracaibo, Zulia
- Superficie total: 1.335,10 ha
- Área de construcción: 14 462,23
- Área de plataforma: 745 626,67 m²
- Pista principal 3000 m de largo x 45 m de ancho.
- Pista secundaria 2500 m x 30 de ancho (calle de rodaje que se habilita como pistas si está cerrada la principal)
  - - Ambas pistas poseen una resistencia de 450 kg/cm² cuadrados en sus umbrales y más de 400 t de concreto asfáltico a lo largo de las mismas.
- Horario de operaciones: 24 h

## Servicios
- Interpol
- Asistencia Médica
- Abastecimiento de Combustible
- Salones V.I.P.
- Comedor Bar

## Aerolíneas y destinos
| Avior Airlines 1 destino                | Nacional (1): Caracas                                         |
| Conviasa 4 destinos                     | Nacionales (4): Caracas / Ciudad Guayana / Maturín / Porlamar |
| Estelar Latinoamerica 2 destinos        | Nacionales (2): Caracas / Santa Bárbara del Zulia             |
| Laser Airlines 1 destino                | Nacional (1): Caracas                                         |
| Turpial Airlines 1 destino              | Nacional (1): Valencia                                        |
| Rutaca Airlines 1 destino               | Nacional (1): Caracas                                         |
| Venezolana 1 destinos                   | Nacional (1): Caracas                                         |
| Total: 5 destinos, 1 país, 7 aerolíneas |                                                               |

### Destinos nacionales
| Ciudades                                   | Nombre del aeropuerto                               | Aerolíneas                                                                                        |
| ------------------------------------------ | --------------------------------------------------- | ------------------------------------------------------------------------------------------------- |
| Bolívar - Ciudad Guayana                   | Aeropuerto Internacional Manuel Carlos Piar         | Conviasa                                                                                          |
| Carabobo - Valencia                        | Aeropuerto Internacional Arturo Michelena           | Turpial Airlines                                                                                  |
| Distrito Capital - Caracas                 | Aeropuerto Internacional de Maiquetía Simón Bolívar | Avior Airlines / Conviasa / Estelar Latinoamérica / Laser Airlines / Rutaca Airlines / Venezolana |
| Monagas - Maturín                          | Aeropuerto Internacional José Tadeo Monagas         | Conviasa                                                                                          |
| Nueva Esparta - Porlamar                   | Aeropuerto Internacional del Caribe Santiago Mariño | Conviasa                                                                                          |
| Zulia - Santa Bárbara del Zulia            | Aeropuerto Miguel Urdaneta Fernández                | Estelar Latinoamérica                                                                             |
| Total: 6 destinos, 6 estados, 8 aerolíneas |                                                     |                                                                                                   |

Estas aerolíneas operan con estas aeronaves:
- Avior Airlines: Boeing 737-400
- Conviasa: Embraer 190
- Estelar Latinoamerica: Boeing 737-200
- Laser Airlines: McDonnell Douglas MD-82
- Rutaca Airlines: Boeing 737-300
- Turpial Airlines: Boeing 737-400
- Venezolana: McDonnell Douglas MD-83

## Nuevos destinos
| Nuevos destinos                 | Nuevos destinos                 | Nuevos destinos                 | Nuevos destinos                 | Nuevos destinos                 | Nuevos destinos                 |
| Destino                         | Aeropuerto                      | Aerolíneas                      | Aeronaves                       | Fecha de inicio                 | Frecuencias                     |
| Total: 0 destinos: 0 aerolíneas | Total: 0 destinos: 0 aerolíneas | Total: 0 destinos: 0 aerolíneas | Total: 0 destinos: 0 aerolíneas | Total: 0 destinos: 0 aerolíneas | Total: 0 destinos: 0 aerolíneas |
| ------------------------------- | ------------------------------- | ------------------------------- | ------------------------------- | ------------------------------- | ------------------------------- |

### Vuelos Chárter y Estacionales
| Destino | Aeropuerto | Notación |
| ------- | ---------- | -------- |

### Carga
| Aerolíneas          | Destinos         |
| ------------------- | ---------------- |
| AerCaribe           | Bogotá           |
| Uni World Air Cargo | Ciudad de Panamá |
| Solar Cargo         | Bogotá           |

### Destinos Suspendidos
- American Airlines: (Miami)
- Avianca Costa Rica: (Barranquilla / San José)
- Avior Airlines: (Barcelona / Valencia / Aruba / Bogotá / Ciudad de Panamá / Curazao)
- Aruba Airlines: (Aruba)
- Conviasa: (Barquisimeto / Las Piedras / Puerto Cabello / Ciudad de Panamá)
- Estelar Latinoamérica: (Ciudad de Panamá / Miami)
- Laser Airlines: (Valencia / Aruba / Ciudad de Panamá)
- LATAM Colombia: (Barranquilla / Bogotá / Cartagena de Indias)
- Venezolana: (Maturín / Porlamar / San Antonio del Táchira / Aruba / Cartagena / Medellín / Santo Domingo)

## Proyecto de ampliación

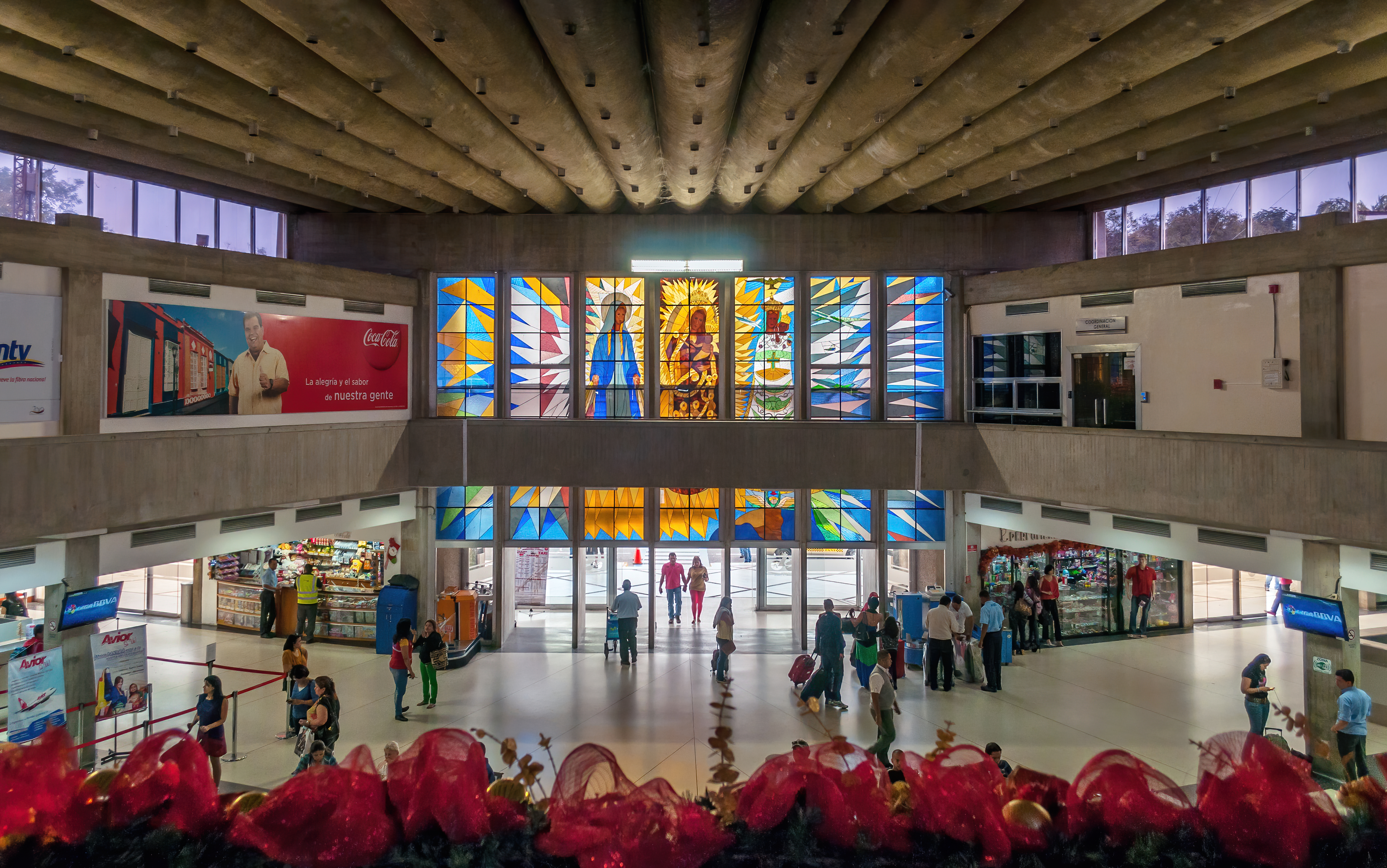
Interior del terminal Nacional

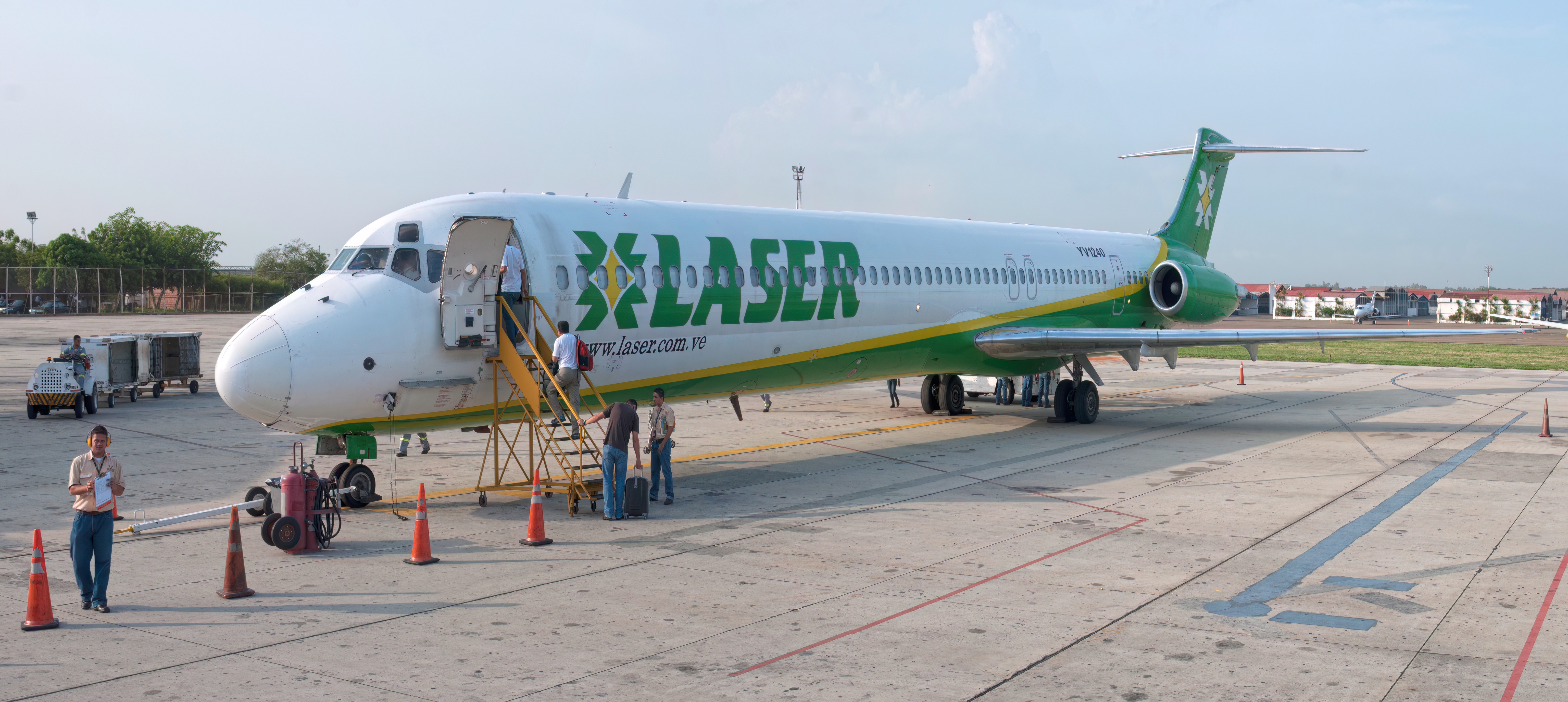
Exterior del terminal Nacional

En la actualidad el Aeropuerto Internacional La Chinita contempla un proyecto de ampliación en sus Terminales (Nacional e Internacional) el cual permitirá la creación de nuevos mostradores para futuras aerolíneas que deseen operar desde allí, ferias de comida con operadores comerciales de comida rápida, la construcción de un hotel 4 estrellas, la ampliación del actual estacionamiento, la renovación del actual AeroClub, la instalación de nuevos Pass Ways así como la modernización de los actuales, e incluso la ampliación de las dos nuevas pistas de aterrizajes en el lado oeste, junto al lado del nuevo terminal ambos en el lado oeste. Esto permitirá descongestionar los despegues y aterrizajes de las dos existentes. El proyecto será ejecutado por el Gobierno Nacional venezolano.